# Тоголендська кампанія
Тоголендська кампанія (9—26 серпня 1914) — короткочасна військова кампанія з вторгнення франко-британських військ на територію німецької африканської колонії Тоголенд, що тривала на заході Африканського континенту за часів Першої світової війни.
Німецькі колоніальні війська відступили зі столиці міста Ломе та прибережних провінцій, де стояли гарнізонами, на північ до Каміна. Поблизу цього населеного пункту, центру телеграфного зв'язку між Берліном та німецькою колонією, а також Південною Америкою, розігралися основні події цього конфлікту. Невеликі сутички сталися поблизу Агбелювгое та Чра. Але вже 26 серпня німецькі війська капітулювали союзникам.
Після завершення світового конфлікту, у липні 1922 року, колишня німецька колонія перетворена на мандат Ліги Націй і стала Британським та Французьким Того.

## Історія

### Передумови
Протекторат Німецької імперії над землями Того був встановлений у 1884 році. Територія, яку опанувала Німецька імперія становила вузьку смугу земель, що простягалися вглиб Західної Африки на відстань декількох сотень кілометрів. З півночі та сходу з нею межувала Французька Дагомея, із заходу — британський Золотий Берег.

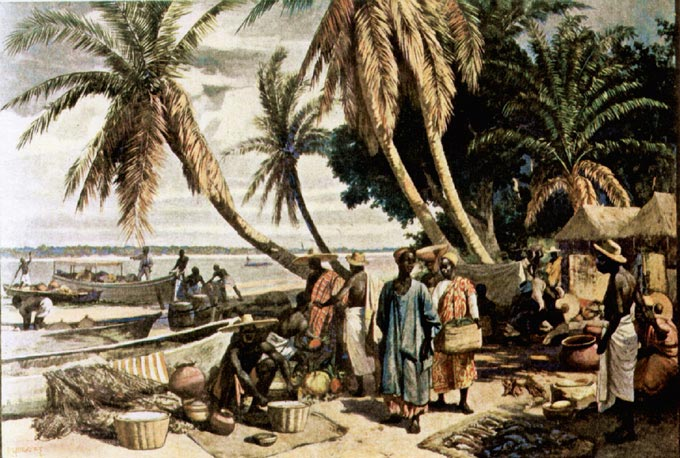
Узбережжя німецької колонії в Тоголенді

Німецька влада доклала багато зусиль до розвитку цієї колонії, південний регіон протекторату був одним з найрозвинутіших в Африці. У Тоголенді була побудована відносно розвинута мережа залізниць та магістралей, які з'єднували столицю — Ломе — з найбільшими портами та містами країни.
Збройних формувань на території колонії німці напередодні війни в Тоголенді не утримували, були присутні тільки 693 представники поліцейських сил під командуванням гауптмана Георга Пфалера та близько 300 колоністів утворювали парамілітарні підрозділи самооборони. Усі формування дислокувалися тільки в Ломе та на телеграфній станції в Каміна, що поблизу міста Атакпаме, на відстані 100 км від узбережжя. Радіотелеграфний вузол зв'язку грав важливу роль у забезпеченні управління німецькими колоніальними володіннями та імперським флотом, що діяв у Південній Атлантиці.
Напередодні липневої кризи губернатор Тоголенду, герцог Адольф Фрідріх Мекленбурзький перебував у Німеччині, його обов'язки виконував заступник майор Ганс-Георг фон Дорінг.

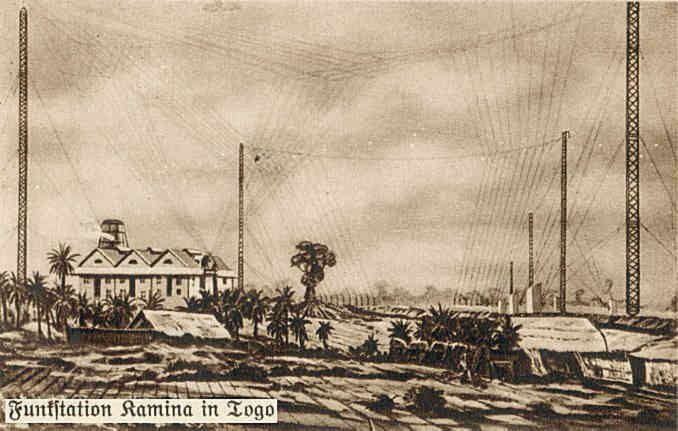
Радіотелеграфний вузол зв'язку в селищі Каміна поблизу міста Атакпаме. 1914

### Війська союзників
Літом 1914 року на території Золотого Берега дислокувався невеликий контингент британських військ, що мав у своєму складі полк з семи піхотних, озброєних кулеметами, та однієї саперної рот. Артилерія нараховувала батарею з чотирьох 2,95-дюймових гірських гармат. Загалом Британська імперія під командуванням генерал-лейтенанта Чарльза Добелла утримувала у своїй колонії 1 595 військовиків. Допоміжну роль грав Волонтерський корпус з 900 чоловіків-добровольців та 1200 поліцейських і працівників митниці.
За планами війни, цьому компоненту визначалося утримувати територію Золотого Берега від зазіхань Франції з Берегу Слонової кістки та німців з Тоголенду. У разі вторгнення німецьких військ, британці розраховували вести оборонні дії по рубежу озера Вольта та північно-східним кордонам. Одночасно, існували плани проведення рейдових дій у північну частину сусіднього Тоголенду, звідкіля завдавався удар на південь до столиці та морського узбережжя німецької колонії.
29 липня Колоніальний Офіс надіслав телеграму з наказом привести війська у стан підвищеної бойової готовності. 31 липня 1914 року відмобілізований полк був приведений у повну бойову готовність.

### Початок воєнних дій
5 серпня 1914 року, наступного дня після оголошення Об'єднаним Королівством війни Німецькій імперії, англійці перерізали підводний телефонний кабель між Монровією і Тенерифе. Таким чином, єдиним чинним комунікаційним вузлом, що забезпечував зв'язок між метрополією та колоніями в Африці залишилася телеграфна станція в Каміні. До речі, Британське Адміралтейство планувало нейтралізувати цю станцію із загальної системи, ще до початку світового конфлікту.
Того ж дня, виконувач обов'язків губернатора Тоголенду, майор фон Дорінг надіслав телеграму на ім'я Робертсона з пропозиціями дотримуватися нейтралітету у відповідності до артиклів X та XI Акту Конго. Цей міжнародний договір обумовлював незастосування сили в басейні річки Конго в разі виникнення конфлікту на території Європи. Фон Дорінг також згадував про взаємозалежність в економічному плані усіх колоній у Західній Африці та недопущення розв'язання військових дій, що спричинять втрати серед мирного населення.
Однак, 6 серпня лондонський уряд відкинув пропозиції про нейтралітет, і Брайан досягнувши порозуміння з керівництвом Французької Дагомеї про готовність спільно діяти у війні, потребував через парламентера капітуляції німецької колонії в 24-годинний термін. Німецький керівник запропонував недопущення розгортання військових дій французькій стороні, проте, французи також відкинули ці пропозиції.

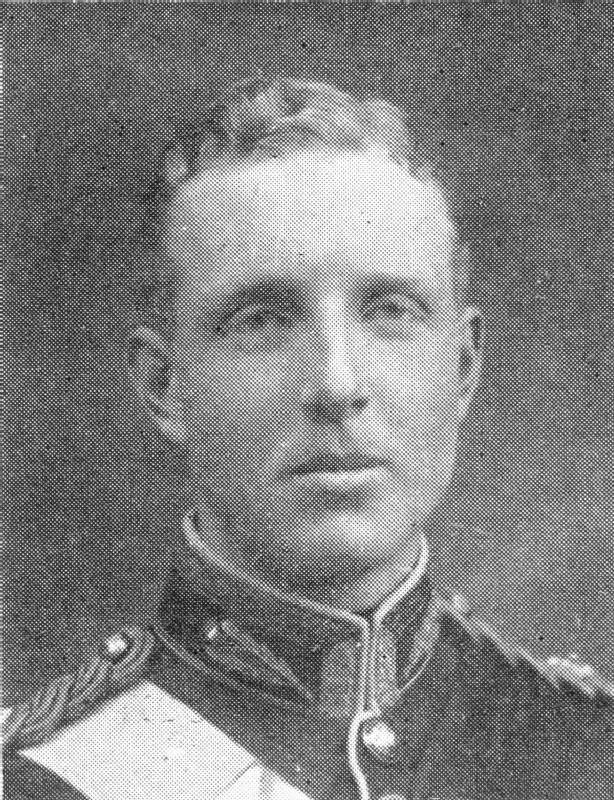
Перший загиблий у світовій війні британський офіцер — лейтенант Джордж Мастерман Томпсон (George Masterman Thompson)

### Вторгнення
Ввечері 6 серпня французька поліція окупувала пости митниці поблизу Атіеме, а наступного дня французький військовий підрозділ з Дагомеї висунувся на захоплення Агбанаке та Анехо. 7 серпня французи окупували Агбанаке, форсували річку Моно та зранку наступного дня опанували Анехо. З боку противника опору не чинилося, а тубільне населення навіть допомагало в пошуках німецьких колоністів та спалило дім губернатора в Себе. Близько 460 колоністів разом з аскарі відступили вглиб території й поступово висувалися на північ. Французький військовий компонент продовжував марш до Порто Сегуро й далі на Ломе, доки не отримав звістку про опанування столиці колонії британськими союзниками.
Війська британської корони розпочали вторгнення ввечері 7 серпня й незабаром з'ясували, що противник відступив з Ломе на північ до Каміни. Протягом наступних кількох днів британці опанували усі ключові міста та позиції поздовж узбережжя та деякі поселення в глибині Тоголенду. 12 серпня британський десант висадився в Ломе. У взаємодії з французькими підрозділами вони захопили більшу частину німецького протекторату, практично не зустрічаючи спротиву, й розпочали підготовку до просування на північ країни.
13 серпня стався короткочасний бій біля Бафіло, стрілянина між французькими військами та німецькими парамілатарними силами в північно-східній частині колонії. У середині серпня зав'язалися бої за Каміну, важливий комунікаційний вузол Тоголенду, де зосередилися основні сили німців та тубільних військ, що їх підтримували. Незначні за розмахом бої відбувалися із застосуванням залізниці, коли обидві сторони широко застосовували цей транспорт для перекидання своїх підрозділів. У бою за Агбелувое загинув німецький командир Пфалер, кайзерівські війська втратили чверть своїх сил.
22 серпня стався вирішальний бій на річці Чра, що протікає південніше Каміни. Цей природний бар'єр фон Дорінг використав, як останній рубіж оборони, сподіваючись втримати просування англо-французьких формувань до єдиного вузла опору. Залізничний міст через річку був підірваний, підходи до переходу та село заміновані. 21 серпня близько 460—560 німецьких добровольців зайняли оборону на північному березі Чра. Британські війська за підтримки французів атакували декілька разів противника, але усі їхні спроби були відбиті з великими втратами для британців. До речі, у цьому бою загинув перший у світовій війні британський офіцер — лейтенант Джордж Мастерман Томпсон (англ. George Masterman Thompson).
Попри перемогу, німецькі війська відступили з вигідного рубежу, коли до них дійшла звістка, що французькі передові підрозділи обходять з півночі та сходу до Каміни, а група британських військ — із заходу з Кете Крачі.
Вночі 24 серпня німецькі колоністи підірвали телеграфну станцію в Каміні, а 26 серпня 1914 року, британсько-французькі війська вступили в селище. Фон Дорінг з 200 вцілілими підлеглими здався на волю переможців. Решта німецьких військових дезертували.

Карта поділу колишньої німецької колонії Тоголенд на мандати Ліги Націй:
Британське Того
Французьке Того

## Наслідки
За час боїв на території Тоголенду британці втратили 83 людей, французи — 54 та німці — 41. Досі залишається невідомою цифра скільки учасників конфлікту дезертували з обох сторін.
З початку збройного конфлікту у Європі, телеграфна станція в Каміні встигла передати 229 повідомлень між метрополією, кораблями імперського флоту та колоніями в Африці. Перша військова кампанія швидкоплинно закінчилася на користь британської та французької сторін.
У грудні 1916 року Тоголенд був поділений на французьку та британську окупаційні зони. У липні 1922 на місці Німецького Тоголенду утворено Британський і Французький Тоголенди, які дістали статус мандатів Ліги Націй. Французи придбали 60 % території, зокрема узбережжя; британцям перейшла менша, гірше розвинута західна частина колонії. У 1957 році британська колонія здобула незалежність та об'єдналася з Ганою, Французький Тоголенд став незалежним у 1960 році й дістав назву Тоголезька Республіка.